# Charles Koechlin
Charles Louis Eugène Koechlin (Parijs, 27 november 1867 – Le Rayol Canadel, Departement Var, 31 december 1950) was een Franse componist en muziekpedagoog.

## Levensloop
Hij was het zevende kind uit een welgestelde, beschaafde familie in de Elzas. Als kind wilde hij astronoom worden - wat zich in zijn composities weerspiegelt door de vele evocatieve nachtstukken en -stemmingen. Op 15-jarige leeftijd begon hij te componeren en in 1890 koos hij uiteindelijk voor de muzikale weg. Maar beide interesses - de vrije kunstenaar en de systematische onderzoeker - bleven naast elkaar bestaan, om zich in de loop van zijn lange leven onlosmakelijk met elkaar te verbinden. In 1887 ging hij eerst naar de befaamde École Polytechnique, maar hij bleef daar slechts tot 1888. Daarna had hij een korte carrière bij het leger als 'officier d’artillerie' in 1889.
Hij studeerde vanaf 1889 aan het Parijse Conservatoire national supérieur de musique bij de fugapaus André Gedalge (contrapunt en fuga), bij Jules Massenet (compositie en orkestratie), bij Antoine-Barthélémy Taudou (harmonieleer) en daarna bij Gabriel Fauré (compositie), wiens assistent hij was van 1898 tot 1901. Meer dan alle andere docenten werd de bescheiden Fauré, die vooruitstrevend was zonder opdringerig te zijn, het voorbeeld voor zijn esthetiek. Niet alleen Fauré, maar ook Claude Debussy zag een belofte in de magische orkestratiekunsten van Koechlin. De samensmelting van componist en orkestrator in Khamma is perfect.
In het begin van zijn compositorische werkzaamheid in de jaren 1890 tot 1908 domineert de omvangrijke liedproductie. De eerste orkeststukken zijn impressionistische stemmingsschilderingen. Na 1908 begon hij zijn "technique du développement" te vervolmaken en zich te bevrijden van de conventionele modellen. Hij vond zijn eigen stijl en werd beschouwd als tovenaar, of beter als onderzoeker van de orkestklank.
Koechlin was niet in de eerste plaats een voltooier, maar een uitvindersnatuur.
Het orkest met zijn karakteristieke combinatiemogelijkheden kende hij als geen ander, bijna zo goed als Gustav Mahler. Koechlin ontsloot doelgericht nieuwe klankconstellaties en haalde die met gedurfd, maar uiterst verfijnd vakmanschap naar boven. Zijn onuitputtelijke fantasie en zijn methodische manier van werken gingen hand in hand, zoals zijn omvangrijke Traité de l'orchestration in vier boekdelen bewijst. Geen werk is dieper in de geheimen van de orkestbehandeling doorgedrongen. Verder stichtte hij met Maurice Ravel en Florent Schmitt de Société Musicale Indépendante om de eigentijdse muziek te bevorderen.
Tot zijn leerlingen behoren Francis Poulenc, Henri Sauguet, Germaine Tailleferre, Cole Porter en Roger Désormière.
Hij huwde op 24 april 1903 Suzanne Pierrard. Samen hadden zij vijf kinderen: Jean Michel (1904), Hélène (1906) Madeleine (1911), Laure Antoinette (1916), en Yves (1922).

## Composities

### Werken voor orkest

#### Symfonieën
- 1911-1935 La Symphonie d'hymnes - Hymne au Soleil, op. 127
- 1911-1935 La Symphonie d'hymnes - Hymne à la Nuit, op. 48, nr. 1
- 1911-1935 La Symphonie d'hymnes - Hymne au Jour, op. 110
- 1911-1935 La Symphonie d'hymnes - Hymne à la Jeunesse, op. 148
- 1911-1935 La Symphonie d'hymnes - Hymne à la Vie, op. 69
- 1933 Seven Stars Symphony, op. 132  (voor de acteurs Douglas Fairbanks, Lilian Harvey, Greta Garbo, Clara Bow, Marlene Dietrich, Emil Jannings en Charlie Chaplin)
- 1937 Symphonie nr. 1

#### Symfonische gedichten
- 1896-1906 Les Vendanges, symfonisch gedicht
- 1898-1916 Deux Poèmes symphoniques, voor orkest, op. 43 
  1. Soleil et danses dans la forêt
  2. Vers la plage lointaine
- 1901-1907 La Nuit de Walpurgis classique, symfonisch gedicht voor orkest, op. 38
- 1908-1916 Deux Poèmes symphoniques, voor orkest, op. 47
  1. Le Printemps
  2. l'Hiver
- 1908-1916 Deux Poèmes symphoniques, voor orkest, op. 48
  1. Nuit de Juin
  2. Midi en Août
- 1925 La course de printemps, poème symphonique d’après "Dschungelbuch" Rudyard Kipling, op. 95
- 1925-1939 Le Livre de la jungle
  1. La loi de la jungle, symfonisch gedicht, op. 175 (1925) naar Rudyard Kipling
  2. Les Bandar-Log, op. 176 (1938-1939)
- 1938-1945 Le buisson ardent, symfonisch gedicht naar een episode uit "Jean-Christophe" von Romain Rolland, op. 203 (deel 1)
- 1938-1945 Le buisson ardent, symfonisch gedicht naar een episode uit "Jean-Christophe" von Romain Rolland, op. 171 (deel 2)
- 1941-1944 Le Docteur Fabricius poème symphonique d'après la nouvelle de son oncle Charles Dollfus, op. 202

#### Symfonische etudes en stukken
- 1896-1900 Deux pièces symphonique, op. 20
  1. En Rêve
  2. Au Loin
- 1896-1907 La Forêt, symfonische etude, op. 29
  1. Le Soir
  2. La Nuit
- 1897-1906 La Forêt (Le Jour), symfonische etude, op. 25

#### Concerten voor instrumenten en orkest
- 1909 Trois chorals - 2 - La Charité, voor orgel en orkest, op. 49, nr. 2
- 1910-1920 Trois chorals - 1 - L'Espérance, voor orgel en orkest, op. 49, nr. 1
- 1911-1919 Ballade, voor piano en orkest, op. 50
- 1912-1921 Trois chorals - 3 - La Foi, voor orgel en orkest, op. 49, nr. 3
- 1935-1940 Poème, voor hoorn en orkest, op. 70 bis (pour Georges Caraël et André Souris)
- 1931-1932 Vingt Chansons bretonnes voor cello, piano en orkest, op. 115 bis
- 1932 Hymne, voor ondes Martenot en orkest
- 1934 Chansons bretonnes sur des thèmes de l'ancien folklore, voor cello en orkest, op. 115
  1. Vol. 1
    1. La prophétie de Gwenc'hlan
    2. Le Seigneur Nann et la fée
    3. Le vin des Gaulois
    4. Azénor la pâle
    5. Saint-Efflam et le roi Arthur
    6. Les laboureurs

  2. Vol. 2
    1. Les trois moines rouges
    2. Alain-le-Renard
    3. Le baron de Jaouioz
    4. Notre-Dame de Folgoat
    5. Iannik Skolan
    6. La ceinture de noces
- 1942 Offrande musicale sur le nom de BACH voor piano en orkest, op. 187
- 1942-1943 Silhouettes de comédie, voor fagot en orkest, op. 193
- Epiphanie voor cello en orkest

#### Andere Werken voor orkest
- 1899-1908 L'Abbaye, suite religieuse voor gemengd koor, orkest en orgel, op. 16
- 1899-1907 En mer, la nuit, op. 27
- 1901-1919 Rhapsodie sur des chansons françaises, op. 62
- 1908-1913 Études antiques, op. 46
- 1912 Les Saisons
- 1912-1920 Cinq Chorals, voor orkest
- 1916-1921 Les Heures persanes, op. 65 bis
- 1920 La Forêt païenne
- 1923-1933 Vers la voûte étoilée - un hommage à Camille Flammarion, op. 129
- 1931-1932 Cinq Chorals dans les modes du Moyen-Âge voor orkest, op. 117 bis
- 1932 Fugue symphonique "Saint-Georges", voor orkest, op. 121
- 1932-1933 Vers la Voûte Étoilée nocturne voor orkest, op. 129
- 1933 Sur les flots lointains, op. 130
- 1936 La méditation de Purun Baghat, op. 159
- 1937 Les Eaux vives
- 1945-1946 Partita, voor kamerorkest, op. 205
- 1947 Introduction et 4 Interludes de style atonal-sériel, op. 214
- l'Eté

### Werken voor harmonieorkest
- 1935 "Tu crois à beau soleil" Chanson de Louis XIII recueillie par Marin Mersenne
- 1935-1936 Quelques chorals pour des fêtes populaires, op. 153
  1. Jeux
  2. Victoire
  3. Prélude à une fête populaire
  4. Choral pour une fête en plein air
- 1936 Le 14 juillet - Liberté, toneelmuziek voor harmonieorkest voor de finale van de 2e akte tot Le 14 juillet van Romain Rolland, op. 158
- 1936-1941 Marche funèbre, op. 157 ter

### Muziektheater

#### Opera's
| Voltooid in | titel                            | aktes              | première     | libretto                                   |
| ----------- | -------------------------------- | ------------------ | ------------ | ------------------------------------------ |
| 1938        | Alceste, op. 169                 |                    | 1952, Parijs | Euripides vertaald van Henri Marchand      |
| 1948        | Silvérie ou Les Fonds Hollandais | 1 akte, (fragment) |              | van de componist naar A. Allais/T. Bernard |

#### Balletten
| Voltooid in | titel                                                                          | aktes        | première                  | libretto | choreografie |
| ----------- | ------------------------------------------------------------------------------ | ------------ | ------------------------- | -------- | ------------ |
| 1908-1916   | La Forêt païenne, danses antiques, op. 45                                      |              | 1925, Parijs (concertant) |          |              |
| 1915-1917   | La Divine Vesprée, op. 67                                                      |              | 1947, Parijs (concertant) |          |              |
| 1945-1947   | L'Ame heureuse, op. 210                                                        |              | 1948, Parijs              |          |              |
| 1947        | Voyages: film dansé, op. 222 (onvoltooid) volledige bewerking door Otfrid Nies | 4 interludes | 1986, Kassel              |          |              |

#### Toneelmuziek
- 1896-1908 Jacob chez Laban, pastorale biblique, op. 36, 1 akte
- 1936 Le 14 juillet - Liberté, theatermuziek voor de finale van de 2e akte tot Le 14 juillet van Romain Rolland, op. 158

### Koormuziek
- 1902-1907 Chant funèbre à la mémoire des jeunes défuntes voor gemengd koor, orgel en orkest, op. 37
- 1938 Chœurs monodiques de style modal pour l'Alceste d'Euripide
- 1949 Motets de style archaïque op. 225
  1. Voix d'hommes, Soutenu et sans nuances
  2. Voix d'enfants
  3. La Crypte
  4. Motet en canons, molto moderato
  5. Choral Mystérieux
  6. Choral en imitations Moderato voor zang en blazerskwartet
  7. Chanson en canon, Allegro
  8. Exposition de fugue et stretto, Grave, sans hâte
  9. Chanson pour habituer l'oreille aux sonorités médiévales, Allegro voor fluit en klarinet
  10. Eleison, Andante
  11. Monodies - Assez allant voor fluit en klarinet
  12. Pour un conduit à 3 voix puis à 6 voix, Pas vite
  13. Exposition et Strette, Pas vite
  14. Assez lent, Très lié
  15. Mystique et lumineux, Très calme et pur, Presque sans nuances
- Choeurs religieux a capella, op. 150
  1. Kyrie
  2. Agnus Dei
  3. Alleluia

### Vocale muziek met orkest of instrumenten
- 1890-1897 Quatre poèmes, voor zangstem en piano (of orkest), op. 7 - tekst: Edmond Haraucourt
- 1898-1900 Chansons de Bilitis voor zang - tekst: Pierre Louÿs
- 1899-1904 Trois poèmes, voor zangstem, vrouwenkoor en piano (of orkest), op. 18 - tekst: Rudyard Kipling «Le Livre de la jungle» in de Franse vertaling van L. Fabulet en Robert d'Humières
- 1914/1946 Shéhérazade voor zang en piano
- Liederen, op. 1 - tekst: Th. de Banville Rondels
  1. Le Nuit
  2. Le Thé
  3. Le printemps
  4. Le Été
- Vers la plage lointaine op. 43 nº2
- Poèmes d’Automne voor zang en orkest, op. 13 nº1 et 2
- Deux poèmes d’André Chénier voor zang en orkest, op. 23, nº1
- Chanson de Mélisande (d’après Fauré)
- Trois mélodies voor zang en orkest, op. 17 nº2 et 3
- Etudes antiques voor zang en orkest, op. 46 nº2, nº3 et nº4
- Six mélodies sur des poésies d’Albert Samain voor zang en orkest, op. 31, nº1

### Kamermuziek
- 1913 Sonate voor fluit en piano
- 1913-1922 3 Quatuors à cordes (strijkkwartetten)
- 1935 Sonatine modale voor fluit en klarinet, op. 155
- 1915-1916 Sonate voor hobo en piano, op. 58
- 1915/1946 Sonate voor altviool en piano
- 1916 Sonate voor viool en piano
- 1917 Sonate voor cello en piano, op. 66
  1. Très modéré
  2. Andante quasi Adagio
  3. Final. Allegro non troppo
- 1922 Quintette pour piano et quatuor à cordes, op. 80
- 1923 Deux Sonates voor klarinet en piano
- 1924 Trio voor fluit, klarinet en fagot, op. 92
- 1937 Septuor à vent, op. 165
- Au loin voor althobo en harp, op. 20
- Deux Nocturnes voor fluit, hoorn en piano, op. 32 Nr. 2
- Trois pièces voor fagot en piano, op. 34
- Suite en quatuor voor fluit, viool, altviool en piano, op. 55
- Sonate voor fagot en piano, op. 71
- Sonate voor twee fluiten, op. 75
- Trio (Divertissement) voor twee fluiten en klarinet, op. 91
- Chansons Bretonnes (boek 1 en 2) voor cello en piano, op. 115
- Quintette «Primavera» pour flûte, harpe, violon, alto et violoncelle, op. 156
- Quatorze pièces voor fluit en piano, op. 157b
- Épitaphe de Jean Harlow voor fluit, saxofoon en piano, op. 164
- Quatorze pièces voor hobo (of althobo) en piano, op. 179
- Suite voor althobo solo, op. 185
- Deux Sonatines voor hobo d'amore met oktet, op. 194
- 1944"Les Chants de Nectaire", voor fluit solo, op. 198, 199 en 200
- 1948 Monodies voor A-klarinet, op. 216
- Pièce de flûte pour lecture à vue voor fluite en piano, op. 218
- Sonate à sept voor hobo, fluit, harp (of klavecimbel) en strijkkwartet, op. 221
- Idylle pour deux clainettes
- Les Confidences d'un joueur de clarinette
- Monodie voor althobo
- Quatorze Pièces voor klarinet en piano

### Werken voor orgel
- 1929 Trois Sonatines, op. 107
- Choral, op. 90b
- Choral, op. 98a
- Sonate, op. 107 Nr. 1
- Sonate, op. 107 Nr. 2
- Sonate, op. 107 Nr. 3

### Werken voor piano
- 1915-1916 Cinq Sonatines, op. 59
- 1916 Paysages et marines, op. 63
- 1919 Quatre Sonatines françaises voor piano vierhandig, op. 60
- 1921 Quintette met piano
- 1923-1924 Quatre nouvelles Sonatines
- 1932-1933 L'Ancienne Maison de Campagne twaalf stukken voor piano, op. 124
- Douze petites pièces
- Douze Esquisses, op. 47
- Les chants de Kervéléan, op. 197
- Les heures Persanes, op. 65
- Nouvelles Sonatines, op. 87
- Pastoralen, op. 77
- Portrait of Daisy Hamilton 89 schetsen voor piano, op. 140
- Suite pour deux piano, op. 6
- Suite en cinq mouvements voor piano vierhandig, op. 19

### Filmmuziek
- 1933 L'Andalouse dans Barcelone, op. 134
- Cinq Danses pour Ginger (Rogers), op. 163

## Publicaties
- Charles Koechlin: Études sur les notes de passage. 1922.
- Charles Koechlin: Traité de l'harmonie. Eschig, Partis. 1928.
- Charles Koechlin: Traité de l'orchestration. 1954-1959.
- Charles Koechlin: Temoignage inedit sur Albert Roussel, Revue internationale de musique française. 5 (1984), No. 14, S. 79-88.